# Roter Diademseeigel
Der Rote Diademseeigel (Astropyga radiata) ist ein großer, im flachen Wasser des tropischen Indopazifik lebender Seeigel. Er kommt von der Küste Ostafrikas bis nach Japan, Hawaii und den Inseln des südlichen Pazifik in Tiefen von 10 bis 30 Metern vor. Eine verwandte, etwas größere Art, Astropyga magnifica lebt in der Karibik.

## Merkmale
Der Rote Diademseeigel erreicht einen Durchmesser von 20 Zentimetern, 45 Zentimeter mit Stacheln. Die Farbe ist rötlich. Die Stacheln sind, wie bei allen Diademseeigeln giftig und nicht gleichmäßig über das Gehäuse verteilt, sondern in Bündeln angeordnet. Zwischen den Stachelbündeln befinden sich Reihen kleiner, blauer Punkte. Auf der Oberseite zeigt sich oft eine große Analblase, die weißlich und durchscheinend ist.

## Lebensweise
Der Rote Diademseeigel ist tagaktiv und lebt einzeln oder in kleinen Ansammlungen auf Böden aus Sand, Schutt oder Muschelbruchstücken. Er ernährt sich vor allem von Algen und frisst darüber hinaus auch Aas und sessile, krustenartig wachsende wirbellose Tiere. Zwischen den Stacheln verstecken sich oft kleine Kardinalbarsche der Art Siphamia versicolor, junge Schnapper der Art Lutjanus sebae und kleine Garnelen.

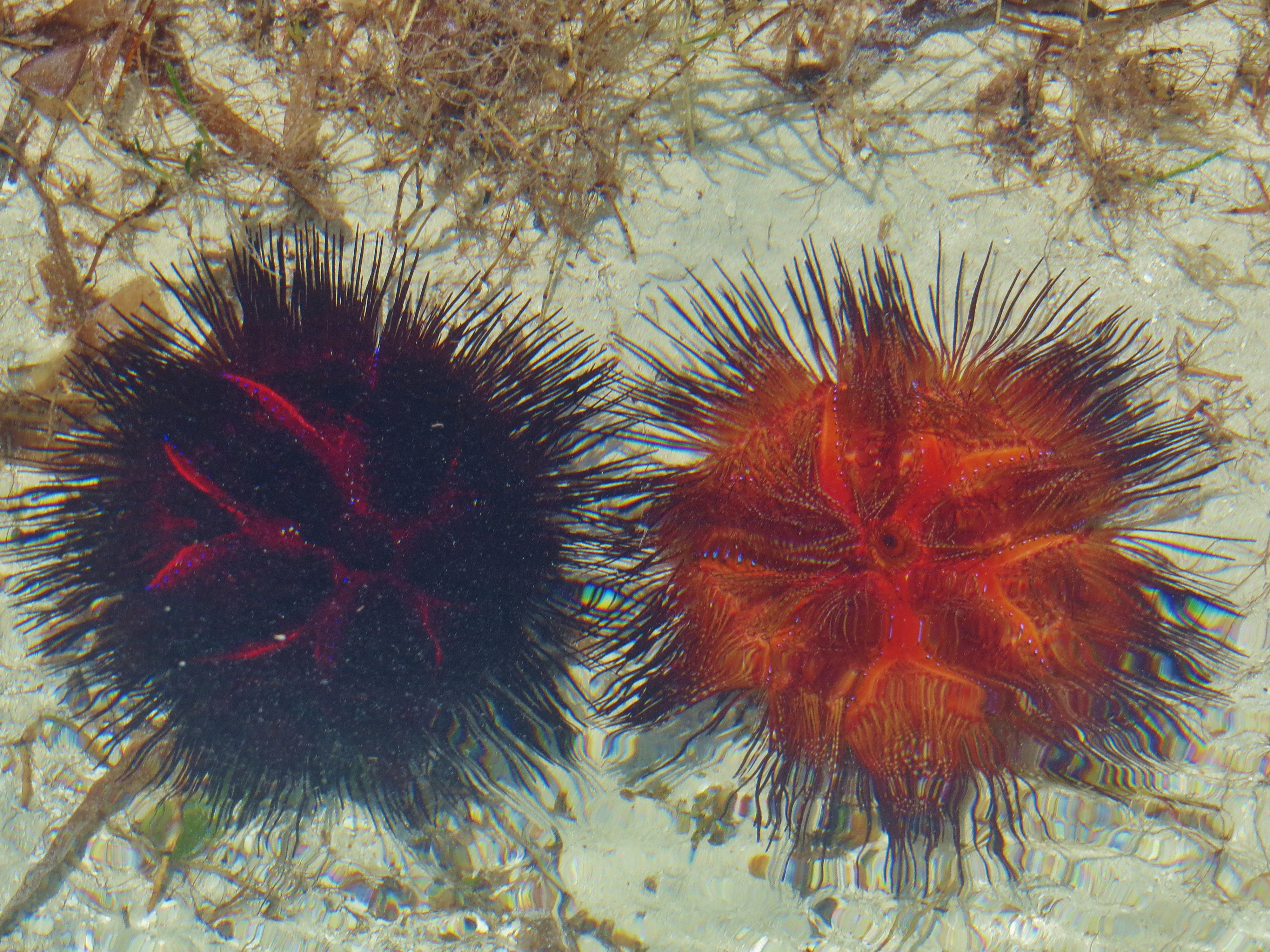
Rote Form und schwarze Form in Kenia.
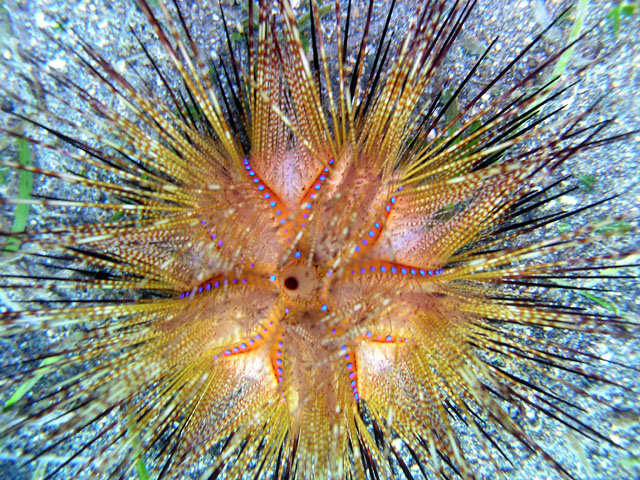
Klare Form in den Philippinen.
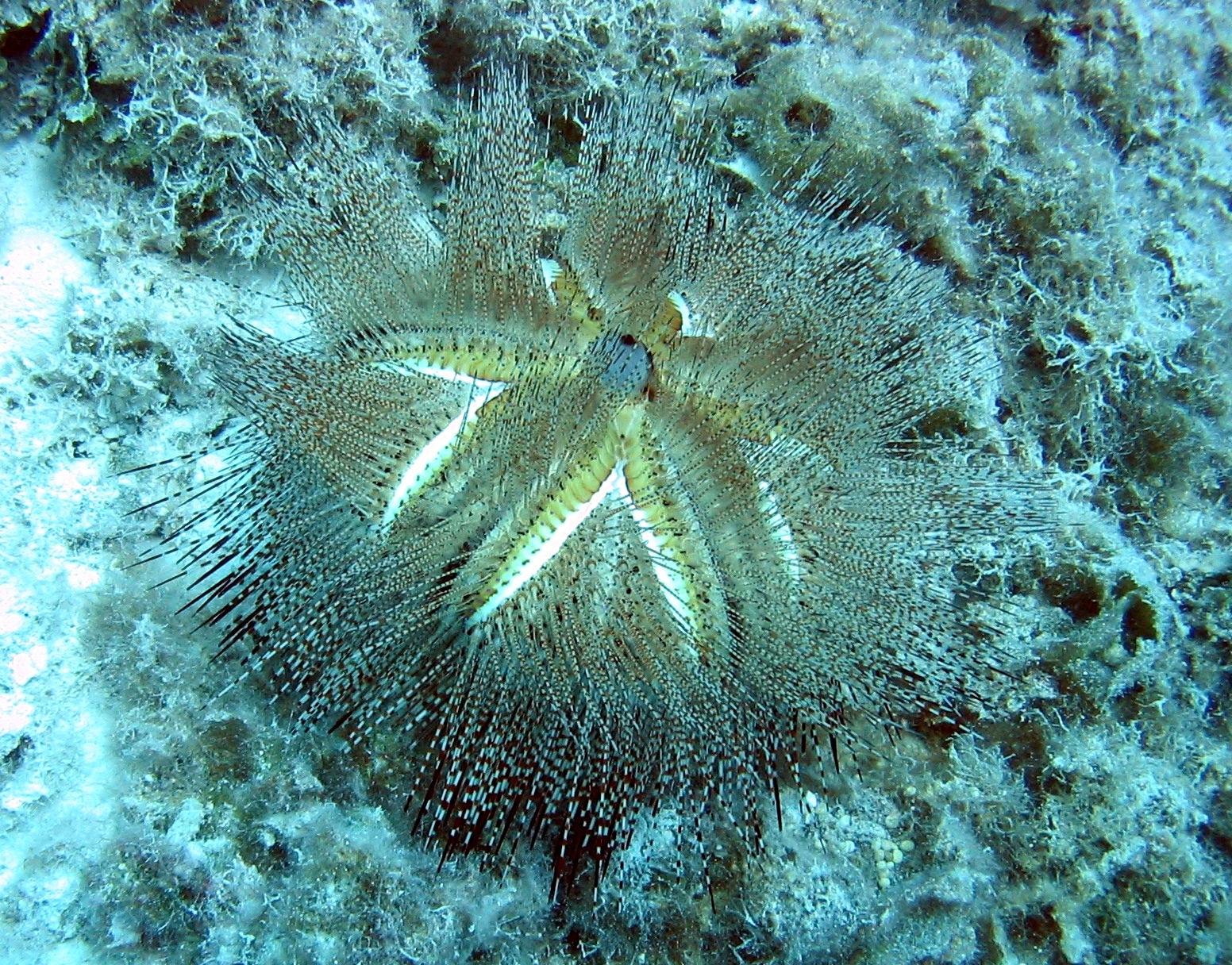
Weiße, seltene Form, in Hawaii.
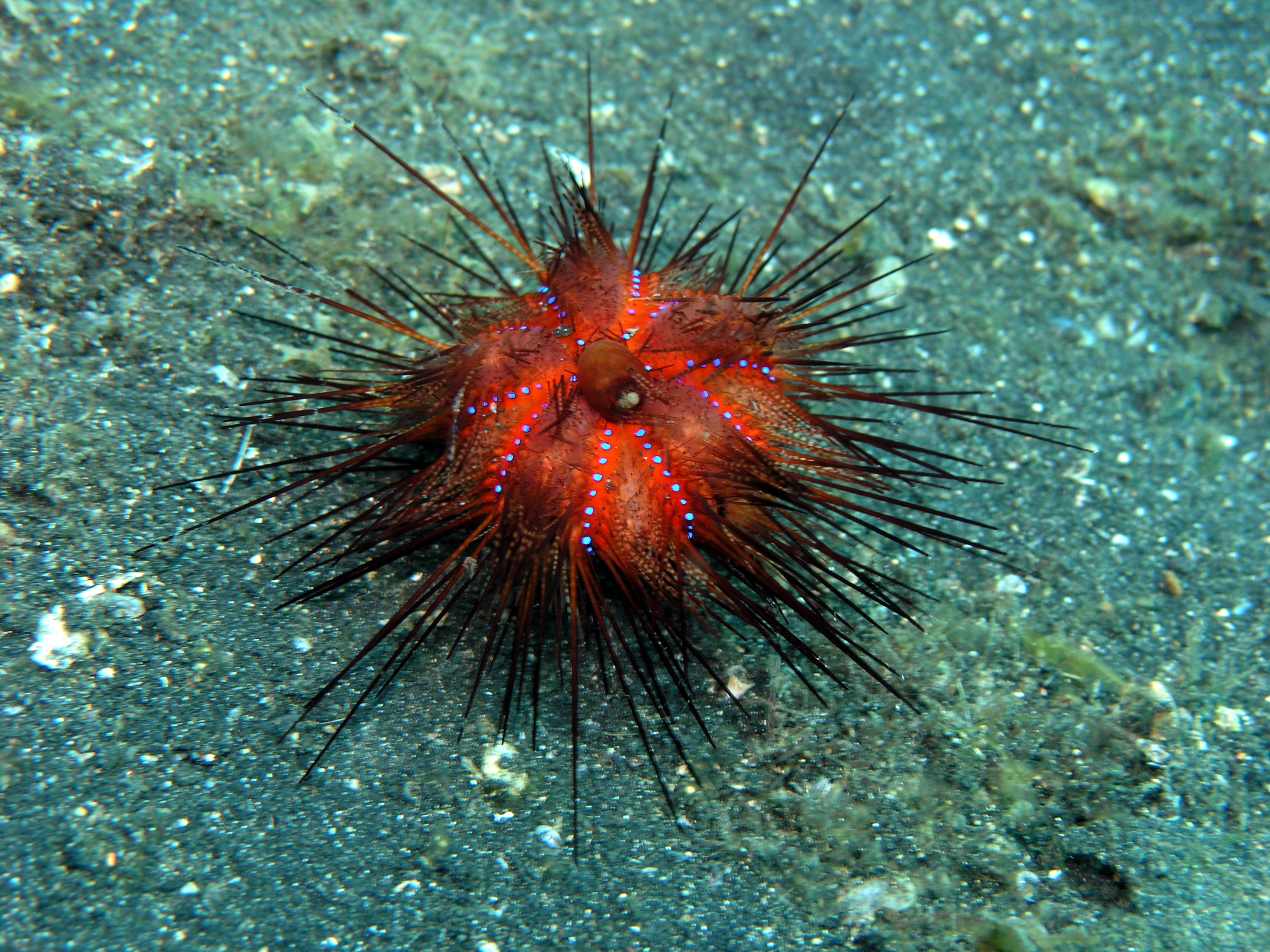
Ein Junges in Indonesien.